# Dynamenella navicula
Dynamenella navicula är en kräftdjursart som beskrevs av Barnard 1940. Dynamenella navicula ingår i släktet Dynamenella och familjen klotkräftor. Inga underarter finns listade i Catalogue of Life.